# Élections législatives de 1956 en Charente-Maritime
Les Élections législatives françaises de 1956 se tiennent le 2 janvier. Ce sont les dernières élections législatives de la Quatrième république, après les élections de novembre 1946 et de juin 1951.

## Mode de scrutin
L'Assemblée nationale est composée de 626 sièges pourvus au scrutin proportionnel plurinominal suivant la règle de la plus forte moyenne dans le cadre départemental, sans panachage.
Le vote préférentiel est admis, en inscrivant un numéro d'ordre en face du nom d'un, de plusieurs ou de tous les candidats de la liste. Mais l'ordre ne pourra être modifié que si au moins la moitié des suffrages portés sur la liste est numérotée. Dans les faits les modifications ne dépasseront jamais les 7%.
La loi électorale du 7 mai 1951, dite loi des apparentements, reste en vigueur. Elle permet à la base une répartition des sièges à la représentation proportionnelle dans le département, mais si des listes « apparentées » avant le déroulement du scrutin obtiennent ensemble une majorité absolue de suffrages exprimés, elles reçoivent directement tous les sièges à pourvoir.
Dans le département de la Charente-Maritime, six députés sont à élire.

## Élus
| Député sortant     | Parti | Parti    | Député élu ou réélu | Parti | Parti    |
| ------------------ | ----- | -------- | ------------------- | ----- | -------- |
| Georges Gosnat     |       | PCF      | Georges Gosnat      |       | PCF      |
| Roger Faraud       |       | SFIO     | Roger Faraud        |       | SFIO     |
| Roger Gaborit      |       | Rad-soc  | Roger Gaborit       |       | Rad-soc  |
| Jacques Verneuil 1 |       | Rad-soc  | André Bégouin       |       | CNIP     |
| Max Brusset        |       | Rép. soc | Max Brusset         |       | Rép. soc |
| Albert Bignon      |       | Rép. soc | Marcel Bouyer       |       | UFF      |

1 : Il démissionne le 13 juillet 1955 (élu sénateur), et n'est pas remplacé avant la générale.

## Résultats

### Résultats à l'échelle du département
- Un apparentement est conclu en soutien à la majorité sortante, entre les listes CNIP et MRP.
- L'autre regroupe les trois listes de tendance poujadistes. L'apparentement aurait dû leur rapporter deux sièges, mais il est cassé par l'Assemblée nationale et seul Marcel Bouyer siégera. Le sortant Roger Faraud (SFIO) sauve alors son siège.

| Parti    | Parti                                            | Tête de liste   | Résultats | Résultats | Appar. | Appar. | Sièges |
| Parti    | Parti                                            | Tête de liste   | Voix      | %         | Voix   | %      | Nb.    |
| -------- | ------------------------------------------------ | --------------- | --------- | --------- | ------ | ------ | ------ |
|          | Union et fraternité française                    | Marcel Bouyer   | 45 010    | 21,59     | 30 145 | 14,46  | 1 1    |
|          | Défense des intérêts agricoles et viticoles      | Louis Vallet    | 45 010    | 21,59     | 11 696 | 5,61   | -      |
|          | Action civique de défense des consommateurs      | Anne Richard    | 45 010    | 21,59     | 3 169  | 1,52   | -      |
|          | Parti communiste français                        | Georges Gosnat  | 43 063    | 20,65     | -      | -      | 1      |
|          | Centre national des indépendants et paysans      | André Bégouin   | 31 431    | 15,07     | 24 356 | 11,68  | 1 1    |
|          | Mouvement républicain populaire                  | Étienne Bidault | 31 431    | 15,07     | 7 075  | 3,39   | -      |
|          | Parti républicain, radical et radical-socialiste | Roger Gaborit   | 26 000    | 12,47     | -      | -      | 1      |
|          | Républicains sociaux                             | Max Brusset     | 23 491    | 11,27     | -      | -      | 1 1    |
|          | Section française de l'Internationale ouvrière   | Roger Faraud    | 22 494    | 10,79     | -      | -      | 1      |
|          | Réforme de l'État                                | Michel Grenot   | 9 058     | 4,34      | -      | -      | -      |
|          | ICPP                                             | Hubert Meyer    | 5 655     | 2,71      | -      | -      | -      |
|          |                                                  |                 |           |           |        |        |        |
| Inscrits | Inscrits                                         | Inscrits        | 276 644   | 100,00    |        |        | 6      |
| Votants  | Votants                                          | Votants         | 215 411   | 77,87     |        |        |        |
| Exprimés | Exprimés                                         | Exprimés        | 208 509   | 96,80     |        |        |        |

#### Résultat par listes
| Parti          | Parti                                            | Tête de liste   | Résultats | Résultats | Sièges |
| Parti          | Parti                                            | Tête de liste   | Voix      | %         | Sièges |
| -------------- | ------------------------------------------------ | --------------- | --------- | --------- | ------ |
|                | Parti communiste français                        | Georges Gosnat  | 43 063    | 20,65     | 1      |
|                | Union et fraternité française                    | Marcel Bouyer   | 30 145    | 14,46     | 1      |
|                | Parti républicain, radical et radical-socialiste | Roger Gaborit   | 26 000    | 12,47     | 1      |
|                | Centre national des indépendants et paysans      | André Bégouin   | 24 356    | 11,68     | 1      |
|                | Républicains sociaux                             | Max Brusset     | 23 491    | 11,27     | 1      |
|                | Section française de l'Internationale ouvrière*  | Roger Faraud    | 22 494    | 10,79     | 1      |
|                | Défense des intérêts agricoles et viticoles      | Louis Vallet    | 11 696    | 5,61      | 0      |
|                | Réforme de l'État                                | Michel Grenot   | 9 058     | 4,34      | 0      |
|                | Mouvement républicain populaire*                 | Étienne Bidault | 7 075     | 3,39      | 0      |
|                | ICPP                                             | Hubert Meyer    | 5 655     | 2,71      | 0      |
|                | Action civique de défense des consommateurs      | Anne Richard    | 3 169     | 1,52      | 0      |
|                |                                                  |                 |           |           |        |
| Inscrits       | Inscrits                                         | Inscrits        | 276 644   | 100,00    | 6      |
| Votants        | Votants                                          | Votants         | 215 411   | 77,87     |        |
| Abstention     |                                                  |                 |           |           |        |
| Blancs ou nuls |                                                  |                 |           |           |        |
| Exprimés       |                                                  |                 |           |           |        |